# Iana (Vaslui)
Iana é uma comuna romena localizada no distrito de Vaslui, na região de Moldávia. A comuna possui uma área de 44.62 km² e sua população era de 4197 habitantes segundo o censo de 2007.